# Terebra trismacaria
Terebra trismacaria is een slakkensoort uit de familie van de Terebridae. De wetenschappelijke naam van de soort is voor het eerst geldig gepubliceerd in 1917 door Melvill.